# Tama (croiseur)
Pour les articles homonymes, voir Tama.
Le Tama (多摩) était un croiseur léger de classe Kuma en service dans la Marine impériale japonaise. Le navire est baptisé sous le nom de la rivière Tama, située dans la région de Kantō, au Japon.

## Historique

### Début de carrière
Achevé aux chantiers Mitsubishi Heavy Industries à Nagasaki le 29 janvier 1921, le navire patrouille au large de la côte est de l'Union soviétique, fournissant un soutien aux troupes japonaises lors de l'intervention en Sibérie contre les Bolcheviks de l'Armée rouge.
En août 1925, le Tama effectue un voyage diplomatique à San Pedro aux États-Unis, rapatriant le corps d'Edgar Bancroft (en), ambassadeur des États-Unis à Tokyo décédé le 27 juillet précédent.
En 1932, pendant l'incident de Mandchourie, il patrouille au large des côtes du nord de la Chine à partir de sa base de Taiwan. Lorsque la guerre en Chine s'étend, le Tama est impliqué dans les opérations de débarquement des troupes japonaises en Chine centrale.
Le 10 janvier 1935, l'attaché militaire allemand à Tokyo, le capitaine Paul Wenneker (en), est invité par l'amiral Nobumasa Suetsugu (en) à visiter le Tama, le cuirassé Kongō et le sous-marin I-2 au district naval de Yokosuka.

### Opérations dans le nord
Le 10 septembre 1941, le Tama devient navire amiral de la 21e division de croiseurs (vice-amiral Boshirō Hosogaya) de la 5e flotte. Le 2 décembre, le Tama et son navire-jumeau Kiso sont envoyés en patrouille dans le nord de Hokkaidô, revêtus d'un camouflage blanc arctique, opérant dans les îles Kouriles jusqu'à l'attaque sur Pearl Harbor. Le mauvais temps endommage la coque des deux croiseurs, ce qui les contraint à rentrer en cale sèche à Yokosuka en fin d'année.
Le 21 janvier 1942, la 21e division de croiseurs quitte Yokosuka et est de nouveau envoyée vers le nord, autour de Hokkaidô. Elle est rappelée après le raid de 38 avions de la Task Force 16 (USS Enterprise) sur l'île Marcus le 5 mars. Le Tama est ensuite attribué à la 1re flotte avec les cuirassés Hyūga et Ise, et il quitte Hashira-jima pour tenter de localiser les forces de l'amiral William F. Halsey, sans succès.
Le 5 avril, 21e division de croiseurs retourne dans les eaux du nord. Après le raid de Doolittle du 18 avril, le Tama est de nouveau appelé à se joindre à la poursuite des forces de Halsey. Fin avril et pendant le mois de mai, il patrouille dans les eaux du nord.
Le 28 mai, le Tama quitte la baie de Mutsu pour participer à l'opération «AL» lors de la bataille des îles Aléoutiennes. Après le succès de l'opération, la 21e division de croiseurs retourne dans la baie de Mutsu le 23 juin. Il est rapidement envoyé escorter un convoi à Kiska, puis patrouille dans le sud-ouest de Kiska jusqu'au 2 août, en prévision d'une contre-attaque américaine. Après un bref retour à Yokosuka pour de l'entretien, le Tama couvre le transfert d'une garnison de Kiska à Attu. Le 25 octobre, la 21e division de croiseurs escorte des renforts supplémentaires de Paramushiro à Attu. Le Tama continue ses patrouilles dans les îles Aléoutiennes, dans les îles Kouriles et autour d'Hokkaidô jusqu'au 6 janvier 1943. Après un passage à Yokosuka début février 1943, il patrouille dans le nord du district de garde d'Ōminato, à Kataoka (Simushir) et à Kashiwabara (Paramushiro) jusqu'au 7 mars, date à laquelle un convoi d'approvisionnement vers Attu est effectué jusqu'au 13 mars.
Le 23 mars, le Tama quitte Paramushiro pour Attu en compagnie de la 5e flotte du vice-amiral Hosogaya, comprenant les croiseurs Nachi et Maya, le croiseur léger Abukuma et les destroyers Ikazuchi, Inazuma, Usugumo, Hatsushimo et Wakaba. Les navires escortent trois navires de transport de troupes et des garnisons pour Attu. Lors de la bataille des Îles Komandorski le 26 mars, il affronte le Task Group 16.6 comprenant le croiseur léger USS Richmond, le croiseur lourd Salt Lake City et quatre destroyers. Au cours des quatre heures de bataille, le Salt Lake City et le destroyer USS Bailey (en) sont endommagés par des coups de feu. Le Tama tire 136 coups de canons et quatre torpilles, recevant deux coups en retour, endommageant sa catapulte et blessant l'un des membres d'équipage. Le navire revient à Paramushiro le 28 mars.
Il reste inactif à Kataoka pendant plus d'un mois, puis est envoyé à l'arsenal naval de Maizuru pour une remise en état le 4 mai. De retour à Kataoka le 23 mai, le Tama reprend les missions de garde jusqu'au 5 juillet. Deux jours plus tard, il n'est pas sélectionné pour l'opération «Ke-Go» (évacuation de Kiska), le Tama ayant des moteurs considérés comme trop peu fiable pour participer directement à la mission. Mais en raison des conditions météorologiques, la mission est annulée. Le Tama reste de garde dans les Kouriles jusqu'au 30 août.

### Opérations dans le sud
Après un carénage à l'arsenal naval de Yokosuka, le Tama est envoyé dans le sud le 15 septembre avec des troupes et du matériel pour Pohnpei, dans les îles Caroline. Après un transit à Truk puis un retour à Kure, le Tama fait route vers Shanghai le 11 octobre, transportant des troupes supplémentaires pour Truk et Rabaul, en Nouvelle-Bretagne. Après le débarquement des renforts à Rabaul, il est attaqué par un bombardier Bristol Beaufort de la force aérienne royale australienne basé à Guadalcanal le 21 octobre. Sa coque ayant été endommagé, le navire rentre à Rabaul pour des réparations d'urgence.
Le 27 octobre, le Tama retourne à Yokosuka pour une refonte majeure. Ses canons 140 mm no 5 et no 7 sont retirés en même temps que sa catapulte et son derrick. Une monture double de 127 mm est installée, ainsi que quatre canons antiaériens à trois montants et six canons de 25 mm Type 96, portant le total à 22 canons de 25 mm. Un radar de recherche anti-aérien Type 21 est également équipé. Les réparations et les modifications sont achevées le 9 décembre.
Le Tama quitte Yokosuka le 24 décembre, patrouillant de nouveau dans les eaux du nord jusqu'au 19 juin 1944. De retour à Yokosuka le 22 juin, le Tama débute des opérations de ferry transportant des renforts de l'armée impériale japonaise à destination de l'archipel d'Ogasawara, effectuant deux voyages le 12 août.
Le 30 août, le Tama quitte la 21e division de croiseurs de la 5e flotte pour la 11e escadre de destroyers de la flotte combinée, remplaçant le croiseur Nagara.

### Bataille du golfe de Leyte
Le 20 octobre 1944, il prend part à la bataille du golfe de Leyte avec la Force nordique mobile (« Decoy ») du vice-amiral Jisaburō Ozawa. Lors de la bataille au large du cap Engano les 25 et 26 octobre, la force d'Ozawa est attaquée par la Task Force 38 composée des Enterprise, Essex, Intrepid, Franklin, Lexington, Independence, Belleau Wood, Langley, Cabot et San Jacinto. Le Tama est attaqué par des bombardiers torpilleurs TBM Avenger VT-21 du Belleau Wood et VT-51 du San Jacinto. Une torpille Mark 13 touche le Tama dans sa chaufferie no 2. Après des réparations d'urgence, le Tama quitte la bataille, escorté par le croiseur Isuzu, avant qu'il ne revienne protéger le porte-avions Chiyoda gravement endommagé. Le Tama est ensuite escorté par le destroyer Shimotsuki avant qu'il n'aille porter assistance au porte-avions d'escorte Zuihō. Le croiseur rentre ensuite par ses propres moyens à 14 nœuds vers Okinawa.
En transit au nord-est de l'île de Luzon le 25 octobre 1944, il est repéré par le radar du sous-marin USS Jallao, alors en patrouille inaugurale. Le croiseur est touché de trois torpilles, brisant le navire en deux et il coule en quelques minutes à la position 21° 23′ N, 127° 19′ E. La totalité des hommes d'équipage décèdent dans cette attaque.
Le Tama est rayé des listes le 20 décembre 1944.